# Roberto Drovandi
Roberto Drovandi (Gattinara, 18 febbraio 1965) è un bassista, compositore e produttore discografico italiano, famoso per la sua militanza negli Stadio.

## Biografia
Inizia a suonare a 9 anni il basso che gli fu regalato dal fratello che suonava la chitarra.
Alla giovane età di 17 anni inizia la sua lunga carriera che lo vede impegnato come session man a fianco di vari artisti tra cui: Paolo Conte, Eugenio Finardi, 883, Patty Pravo, Gerardina Trovato, Bruno Lauzi, suonando con musicisti come Vinnie Colaiuta, Ray Mantilla, Paolo Fresu, Solis String Quartet, Lucio Dalla, Eddie Martinez.
Suona anche con Luca Carboni e Marco Ferradini agli inizi della sua carriera prima di essere scelto al posto di Marco Nanni negli Stadio. Fu scelto dopo che Gaetano Curreri e Giovanni Pezzoli, in cerca di un bassista, lo videro suonare in un concerto di Carboni ad Acireale.
Dal 1991 fa parte della formazione stabile del complesso degli Stadio, con il quale ha registrato decine di dischi, effettuato centinaia di concerti e partecipato a varie trasmissioni televisive live tra cui il Festival di Sanremo 1999 con il brano Lo zaino il Festival di Sanremo 2007 con il brano Guardami e infine al Festival di Sanremo 2016 con la canzone Un giorno mi dirai vincitrice della manifestazione. 
A dicembre del 2016 pubblica il suo primo album solista Mondoraro in anteprima in digitale e poi nel 2017 viene pubblicato anche in cd e vinile.
Oltre a suonare il basso elettrico suona le tastiere la chitarra acustica ed elettrica.

### Compositore
Tra i brani più conosciuti Prima di partire per un lungo viaggio, hit scritta per Irene Grandi insieme a Gaetano Curreri con il testo poetico firmato da Vasco Rossi, Paura di amare per Eugenio Finardi e Benvenuti a Babilonia per gli Stadio.

### Produttore
Produttore discografico fondatore della vanity label Twins104 Records per dare spazio a tutti quegli artisti che non riescono a proporre il loro progetto musicale attraverso le major.

## Discografia

### Da solista
Album in studio
- 2001 - Denso
- 2016 - Mondoraro

Singoli
- 2015 - Denso (edit version)
- 2015 - Shake Up

### Con gli Stadio
Album in studio
- 1992 - Stabiliamo un contatto
- 1995 - Di volpi, di vizi e di virtù
- 1997 - Dammi 5 minuti
- 2000 - Donne & colori
- 2002 - Occhi negli occhi
- 2005 - L'amore volubile
- 2007 - Parole nel vento
- 2009 - Diluvio universale
- 2011 - Diamanti e caramelle
- 2013 - Immagini del vostro amore
- 2016 - Miss nostalgia

Singoli
- 1998 - Muoio un po'
- 1999 - Lo zaino
- 1999 - Banana Republic
- 2011 - Gaetano e Giacinto
- 2014 - L'ala tornante

Live
- 1993 - Stadiomobile Live
- 2006 - Canzoni per parrucchiere Live Tour
- 2012 - 30 I nostri anni

Raccolte
- 1996 - Il canto delle pellicole
- 1998 - Ballate fra il cielo e il mare
- 2003 - Storie e geografie
- 2007 - The Platinum Collection

### Con Bruno Lauzi
- 2005 - Carpenight
- 2006 - Ciocco Latino

### Con Patty Pravo
- 2000 - Una donna da sognare

### Con 883
- 1997 - La dura legge del gol

### Con Gerardina Trovato
- 1994 - Non è un film

### Con Eugenio Finardi
- 1998 - Accadueo
- 1999 - Amami Lara

### Con Luca Carboni
- 1985 - Forever
- 1989 - Persone silenziose

### Altri album
- 1993 - Porca romantica (Marco Liverani)
- 1994 - Nel cuore sulla pelle (Susanna Greco)
- 1996 - Atto I&II (NadoIeda)
- 1996 - Dilloforte (Dilloforte)
- 1998 - Lo specchio (Bracco Di Graci)
- 2001 - Avoyd yawed flight (Roberto Priori)
- 2003 - Diciotto piccoli anacronismi (Fabrizio Consoli)
- 2006 - Filo rosso (Marco Ferradini)
- 2011 - Adesso ti conosco (Danny Damber)
- 2012 - Di bene in meglio (Mauro Patelli)

### Altri singoli
- 1982 - Somebody someone (David Brian SRB)
- 2002 - Sai che nell'anima (Antonio Traversa)
- 2006 - Barbiturici nel the (Viola Valentino)

### Compilation
- 2006 - Gardaland Compilation n. 4
- 2011 - Va pensiero 12 motivi per essere uniti

## Composizioni
- 2015 - Shake Up (R. Drovandi,R. Gaspari – M.Vecchi)
- 2014 - Denso (R.Drovandi)
- 2013 - Sogno, di Attilio Gabai (Roberto Drovandi – A.Gabai) tratto dall'album Il Vuoto
- 2013 - Dimmelo, di Attilio Gabai (R.Drovandi – A.Gabai) tratto dall'album Il Vuoto
- 2013 - Ho bisogno di te, di Attilio Gabai (R.Drovandi – A.Gabai) tratto dall'album Il Vuoto
- 2013 - Prima di Natale, di Attilio Gabai (R.Drovandi – A.Gabai) tratto dall'album Il Vuoto
- 2013 - Il Vuoto, di Attilio Gabai (R.Drovandi – A.Gabai) tratto dall'album Il Vuoto
- 2013 - Sara, di Attilio Gabai (R.Drovandi – A.Gabai) tratto dall'album Il Vuoto
- 2013 - E fuori piove, di Attilio Gabai (R.Drovandi – A.Gabai) tratto dall'album Il Vuoto
- 2013 - Sera come altre, di Attilio Gabai (R.Drovandi – A.Gabai - Roberto Drovandi) tratto dall'album Il Vuoto
- 2013 - Una luna in più, di Attilio Gabai (R.Drovandi – A.Gabai) tratto dall'album Il Vuoto
- 2013 - Il treno, di Attilio Gabai (R.Drovandi – A.Gabai) tratto dall'album Il Vuoto
- 2012 - Sono sempre io, di Attilio Gabai (R.Drovandi – A.Gabai) tratto dal singolo Sono sempre io
- 2012 - Il tempo passa in fretta, di Attilio Gabai (R.Drovandi – A.Gabai) tratto dal singolo Sono sempre io
- 2009 - Benvenuti a Babilonia degli Stadio (Roberto Drovandi, Gaetano Curreri – E.Moriggia, Saverio Grandi) tratto dall'album Diluvio universale
- 2009 - Prima di partire per un lungo viaggio, dei Solis String Quartet (G.Curreri, R.Drovandi - V.Rossi) tratto dall'album R.evolution
- 2005 - Avant de prétendre (Prima di partire per un lungo viaggio in francese), di Ima (Roberto Drovandi,Gaetano Curreri - Vasco Rossi) tratto dall'album Pardonne moi si je t'aime
- 2006 - Prima di partire per un lungo viaggio, degli Stadio (Roberto Drovandi,Gaetano Curreri - Vasco Rossi) tratto dall'album Canzoni per parrucchiere
- 2003 - Prima di partire per un lungo viaggio di Irene Grandi (Roberto Drovandi,Gaetano Curreri - Vasco Rossi)
- 2001 - Avoid yawed flight[2], Roberto Priori (R.Priori/R.Drovandi)
- 2001 - One (Flawless Beauty), di Roberto Priori (R.Priori/R.Drovandi) tratto dall'album Avoid yawed flight
- 1998 - Paura di amare, di Eugenio Finardi (Eugenio Finardi, Edoardo Bechis, Fabrizio Consoli, Roberto Drovandi, Ivan Ciccarelli ) tratto dall'album Accadueo
- 1982 - Somebody Someone, (R.Drovandi-D.Srb) tratto dall'album Somebody someone di David Brian SRB
- 1982 - Executive man, di David Brian SRB (R.Drovandi-D.Srb) tratto dall'album Somebody Someone

## Produzioni&Co.
- 2015 - Mondoraro
- 2015 - Shake up
- 2014 - Denso
- 2013 - Il vuoto, Attilio Gabai
- 2012 - 30 i nostri anni, Stadio (co.producer)
- 2011 - Sono sempre io, Attilio Gabai
- 2006 - Canzoni per parrucchiere Live Tour, Stadio (co.producer)
- 2005 - A Pierangelo Bertoli, Artisti Vari (co.producer) del brano Eppure soffia con Angelo Branduardi
- 1999 - Ballate fra il cielo e il mare, Stadio (co.producer)
- 1999 - Banana republic, Stadio (co.producer)
- 1997 - Dammi 5 minuti, Stadio (co.producer)
- 1995 - Di volpi, di vizi e di virtù, Stadio (co.producer)
- 1993 - Stadiomobile Live, Stadio (co.producer)
- 1992 - Stabiliamo un contatto, Stadio (co.producer)

## In Tour
- 1982 con Paolo Conte
- 1983 con Marco Ferradini: In Tour
- 1984 con Luca Carboni: riprendendo la collaborazione nel 1987 dopo un'interruzione che lo vede impegnato nel servizio di leva.
- 1987 con Luca Carboni: a DOC di Renzo Arbore live fino a maggio 1990.
- 1988 con Luca Carboni: in tour con 104 date
- 1989 con Ray Mantilla and the Space Station per un tour in giro per l'Italia tra cui una rassegna jazz con Dizzy Gillespie All Star, Randy Brecker, Bob Berg Quintet B.B. King e altri grandi personaggi.
- 1990 con Luca Carboni: In tour 86 concerti
- 1991 con Stadio: entra come tournista al posto di Massimo Sutera (sostituto di Marco Nanni) per un tour nei teatri con l'album "Siamo tutti elefanti inventati".
- 1992 con Stadio: diventa ufficialmente membro Stadio con l'album "Stabiliamo un contatto" e segue il tour con il nome tratto dall'album.
- 1993 con Stadio: registrato dell'album Stadiomobile Live
- 1994 con Stadio: Tour Stadio Mobile Live
- 1995 con Stadio: In Tour fino al mese di settembre
- 1995 con 883: In tour con "La donna il sogno & il grande incubo" nei palazzi dello sport fino alla registrazione de "La dura legge del gol" da ottobre fino a marzo 96.
- 1996 con Stadio: In tour 40 concerti
- 1996 con Eugenio Finardi: In tour nel settembre 96 viene ospitato dallo stesso Finardi come bassista nel suo tour "Occhi"
- 1997 con Eugenio Finardi: in studio per l'album "Accadueo" al fianco del batterista Vinnie Colaiuta, alle chitarre Fabrizio Consoli e la partecipazione dell'Engineering Jay Messina (Aerosmith). L'album include "Paura d'amare" composta dallo stesso Drovandi.
- dal 1985 al 2000 lo vede impegnato in altre situazioni diverse tra cui nel 1999 ha fatto parte della Village Big Band di Sandro Comini collaborando alla fondazione del gruppo e suonando in alcuni concerti.
- dal 1997 fino ad oggi impegnato in tour con gli Stadio